# Награды Норвегии

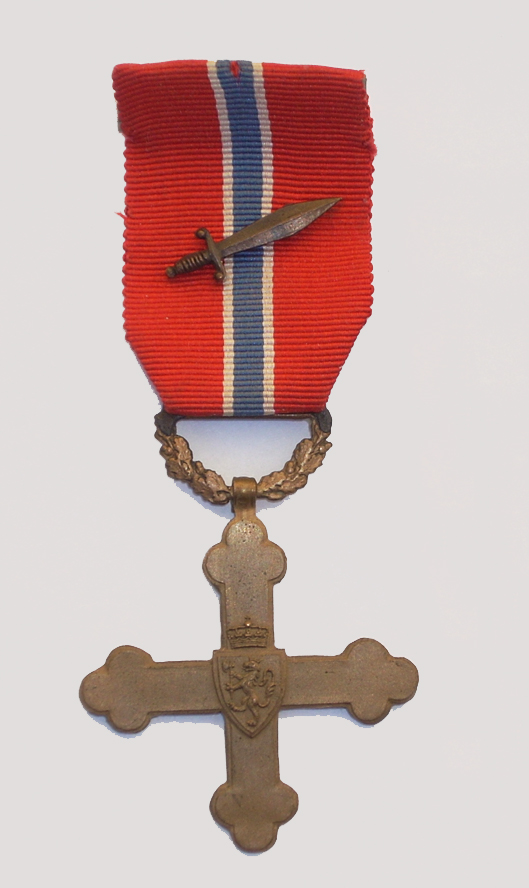
Военный крест с мечами

Наградна́я система Норвегии в настоящее время состоит из двух орденов и некоторого количества знаков отличия и медалей.

## Ордена
- Королевский Норвежский орден Св. Олафа (норв. Den Kongelige Norske St. Olavs Orden) — учреждён в 1847 году;
- Королевский Норвежский орден Заслуг (норв. Den Kongelege Norske Fortenstordenen) — учреждён в 1985 году;
- Орден Норвежского льва (норв. Den Norske Løve) — учреждён в 1904 году, награждения фактически прекращены в 1905 году. Юридически упразднён в 1952 году.

## Кресты
- Военный крест с мечом (норв. Krigskorset med sverd)
- Крест Свободы (норв. Haakon VIIs Frihetskors)
- Крест Почёта:
  - Крест Почёта полиции (норв. Politiets Hederskors)
  - Крест Почёта Гражданской обороны (норв. Sivilforsvarets Hederskors)
  - Крест Почёта Вооружённых сил (норв. Forsvarets Hederskors)

## Медали

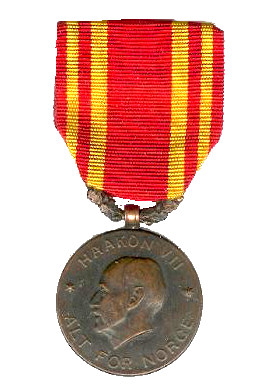
Военная медаль

- Медаль «За выдающиеся гражданские достижения» (норв. Medaljen for Borgerdåd )
- Медаль Святого Олафа (норв. St Olavsmedaljen)
- Медаль «За доблесть» (норв. Medaljen for Edel Dåd)
- Королевская медаль Заслуг (норв. Kongens fortjenstmedalje)
- Военная медаль (норв. Krigsmedaljen)
- Медаль Вооружённых сил «За доблесть» (норв. Forsvarets medalje for Edel Dåd)
- Медаль Свободы (норв. Haakon VIIs Frihetsmedalje)
- Медаль «За спасение на море» (норв. Medaljen for Redningsdåd til sjøs)
- Нансеновская медаль «За выдающиеся исследования» (норв. Nansenmedaljen for fremragende forskning)
- Медаль «За службу в Вооружённых силах» (норв. Forsvarsmedaljen)
- Медаль «За службу в полиции» (норв. Politimedaljen)
- Медаль «За службу в Гражданской обороне» (норв. Sivilforsvarsmedaljen)
- Медаль Обороны 1940—1945 (норв. Deltagermedaljen 9. april 1940 — 8. mai 1945)
- Медаль «За заслуги по службе в лейб-гвардии» (норв. Heimevernets fortjenstmedalje)
- Корейская медаль (норв. Den Norske Koreamedaljen)
- Медаль Модхейм (Медаль Антарктической экспедиции 1949—1952; норв. Maudheimmedaljen)
- Антарктическая медаль (норв. Antarktismedaljen)
- Королевская юбилейная медаль (норв. H.M. Kongens erindringsmedalje)
- Коронационная медаль короля Хокона VII (норв. Kroningsmedaljen 1906)
- Медаль Столетия Королевского Дома (норв. Kongehusets 100-årsmedalje)
- Медаль «В память короля Хокона VII» (норв. Haakon VIIs Minnemedalje 1. oktober 1957)
- Юбилейная медаль Короля Хокона VII 1905—1930 (норв. Haakon VIIs Jubileumsmedalje 1905—1930)
- Юбилейная медаль Короля Хокона VII 1905—1955 (норв. Haakon VIIs Jubileumsmedalje 1905—1955)
- Медаль 70-летнего юбилея короля Хокона VII (норв. Haakon VIIs 70 års Medalje )
- Медаль 100-летия короля Хокона VII (норв. Haakon VIIs 100 års Medalje)
- Медаль «В память короля Олафа V» (норв. Olav Vs Minnemedalje 30. januar 1991)
- Юбилейная медаль Короля Олафа V 1957—1982 (норв. Olav Vs Jubileumsmedalje 1957—1982)
- Медаль 100-летия короля Олафа V (норв. Olav Vs 100 års Medalje)
- Юбилейная медаль Короля Харальда V 1991—2016
- Медаль Вооружённых сил «За ранение при боевых действиях» (норв. Forsvarets medalje for sårede i strid)
- Медаль Вооружённых сил «Убитым при боевых действиях» (норв. Forsvarets medalje for falne i strid)
- Медаль Вооружённых сил «За международные операции» (норв. Forsvarets medalje for internasjonale operasjoner)
- Медаль Полиции «За международную службу» (норв. Politiets medalje for internasjonal tjeneste)
- Медаль Гражданской обороны «За международную службу» (норв. Sivilforsvarets medalje for internasjonal tjeneste)
- Медаль Вооружённых сил «За службу за рубежом» (норв. Forsvarets innsatsmedalje)
- Медаль Вооружённых сил «За операции за рубежом» (норв. Forsvarets operasjonsmedalje)
- Медаль «За верную службу»:
  - Медаль Вооружённых сил «За верную службу» (норв. Forsvarets Vernedyktighetsmedalje)
  - Медаль Военно-воздушных сил «За верную службу» (норв. Luftforsvarets Vernedyktighetsmedalje)
  - Медаль Военно-морских сил «За верную службу» (норв. Sjøforsvarets Vernedyktighetsmedalje)
  - Медаль Гражданской обороны «За верную службу» (норв. Sivilforsvarets Vernedyktighetsmedalje)

## Порядок старшинства наград
Старшинство норвежских наград, в соответствии с Королевским декретом от 11 июня 1943 года, с последующими дополнениями по 30 января 2012 года:
1. Военный крест с мечом
2. Медаль «За выдающиеся гражданские достижения»
3. Королевский Норвежский орден Св. Олафа
4. Королевский Норвежский орден Заслуг
5. Крест Свободы
6. Медаль Святого Олафа с дубовой ветвью
7. Медаль «За доблесть» (золотая)
8. Королевская медаль Заслуг (золотая)
9. Медаль Святого Олафа
10. Военная медаль
11. Медаль Вооружённых сил «За доблесть»
12. Медаль Свободы
13. Медаль «За доблесть» (серебряная)
14. Медаль «За спасение на море»
15. Нансеновская медаль «За выдающиеся исследования»
16. Крест Почёта
17. Медаль «За службу в Вооружённых силах» с лавровой ветвью
18. Медаль «За службу в полиции» с лавровой ветвью
19. Медаль «За службу в Гражданской обороне» с лавровой ветвью
20. Королевская медаль Заслуг (серебряная)
21. Медаль Обороны 1940—1945
22. Медаль «За заслуги по службе в лейб-гвардии»
23. Корейская медаль
24. Медаль Модхейм
25. Антарктическая медаль
26. Королевская юбилейная медаль (золотая)
27. Медаль Столетия Королевского Дома
28. Медаль «В память короля Хокона VII»
29. Памятная медаль Серебряного юбилея короля Хокона VII
30. Памятная медаль Золотого юбилея короля Хокона VII
31. Медаль 70-летия короля Хокона VII
32. Медаль 100-летия короля Хокона VII
33. Медаль «В память короля Олафа V»
34. Памятная медаль Серебряного юбилея короля Олафа V
35. Медаль 100-летия короля Олафа V
36. Юбилейная медаль Короля Харальда V 1991—2016
37. Королевская юбилейная медаль (серебряная)
38. Медаль «За службу в Вооружённых силах»
39. Медаль «За службу в полиции»
40. Медаль «За службу в Гражданской обороне»
41. Медаль Вооружённых сил «За ранение при боевых действиях»
42. Медаль Вооружённых сил «За участие в международных операциях»
43. Медаль Полиции «За международную службу»
44. Медаль Гражданской обороны «За международную службу»
45. Медаль Вооружённых сил «За службу за рубежом»
46. Медаль Вооружённых сил «За операции за рубежом»
47. Медаль «За верную службу»